# Filles du Christ-Roi
Les Filles du Christ-Roi (en latin : Congregatio Filiarum Christi Regis) sont une congrégation religieuse féminine enseignante de droit pontifical.

## Histoire
Joseph Gras y Granollers (1834-1918), chanoine de l'abbaye du Sacromonte, fonde en 1866 l'académie et la cour du Christ (Academia y Corte de Cristo), une association religieuse et littéraire pour promouvoir la dévotion à la souveraineté de Jésus-Christ. La même année, il crée la revue El Bien dans le même but.
Le 26 mai 1876 à Grenade, il fonde la congrégation religieuse enseignante des Filles du Christ Roi en leur donnant des constitutions religieuses basées sur la règle de saint Augustin. Il ouvre deux écoles, une pour les enfants de familles aisées et une gratuite pour les enfants pauvres. Sous la direction de la première communauté religieuse, il place Isabelle Gómez Rodríguez (1847-1930), considérée comme cofondatrice.
L'institut est approuvée le 2 juin 1877par José Moreno et Mazón, archevêque de Grenade grâce au soutien du roi Alphonse XII. La première filiale est ouverte à Montejícar et la première maison à l'étranger est à Eboli en Italie. En 1891, la communauté de Las Palmas devient autonome et donne les dominicaines missionnaires de la Sainte Famille.
L'institut reçoit le décret de louange le 15 février 1898 et l'approbation finale le 16 août 1901,.

## Activités et diffusion
Les sœurs se consacrent à l'enseignement et au culte de la royauté du Christ.
Elles sont présentes en:
- Europe : Espagne, Italie, Albanie.
- Amérique : Argentine, Colombie, Équateur, Pérou.
- Afrique : Bénin, Sénégal, Togo.

La maison-mère est à Rome.
En 2017, la congrégation comptait 351 sœurs dans 50 maisons.